# Sixten Mohlin
Sixten Mohlin (sinh ngày 17 tháng 1 năm 1996 ở Rotterdam, Hà Lan) là một cầu thủ bóng đá người Thụy Điển thi đấu ở vị trí thủ môn cho câu lạc bộ Allsvenskan Dalkurd FF, theo dạng cho mượn từ Malmö FF.

## Sự nghiệp
Mohlin sinh ra ở Hà Lan có bố là người Thụy Điển và mẹ là người Cabo Verde, và chuyển đến Thụy Điển lúc 1 tuổi. Anh là cầu thủ trẻ quốc tế của Thụy Điển ở cấp độ U-17 và U-19.